# Приютська сільська рада
Прию́тська сільська́ ра́да — колишній орган місцевого самоврядування в Магдалинівському районі Дніпропетровської області. Адміністративний центр — село Приют.

## Загальні відомості
- Населення ради: 1 364 особи (станом на 2001 рік)

## Населені пункти
Сільській раді підпорядковані населені пункти:
- с. Приют
- с. Веселе
- с. Вишневе
- с. Іванівка
- с. Нововасилівка
- с. Новоспаське
- с. Тарасо-Шевченківка

## Історія
Дніпропетровська обласна рада рішенням від 8 листопада 2013 року у Магдалинівському районі встановила межі сільрад: Приютської сільради затвердивши її територію у складі сіл Приют (центр сільради), Веселе, Вишневе, Іванівка, Нововасилівка, Новоспаське та Тарасо-Шевченківка — згідно затвердженому переліку вулиць та провулків.

## Склад ради
Рада складається з 4 депутатів та старости.
- Староста: Аржанов Володимир Миколайович
- Діловод: Бондарькова Світлана Анатоліївна

### Керівний склад попередніх скликань
| Прізвище, ім'я, по батькові | Основні відомості                                                              | Дата обрання | Дата звільнення |
| --------------------------- | ------------------------------------------------------------------------------ | ------------ | --------------- |
| Півень Вікторія Яківна      | Сільський голова, 1967 року народження, Всеукраїнське об'єднання «Батьківщина» | 26.03.2006   | 31.10.2010      |
| Рябозад Віталій Васильович  | Сільський голова, 1988 року народження, освіта вища, безпартійний              | 31.10.2010   |                 |

Примітка: таблиця складена за даними сайту Верховної Ради України

### Депутати
За результатами місцевих виборів 2010 року депутатами ради стали:

#### За суб'єктами висування
| Суб'єкт висування           | Кількість обраних депутатів | %    |
| --------------------------- | --------------------------- | ---- |
| Партія регіонів             | 15                          | 93,8 |
| Комуністична партія України | 1                           | 6,3  |

#### За округами
| № округу                    | Прізвище, ім'я, по батькові     | Дата визнання обраним | Освіта             | Партійна приналежність | Відомості про обраного депутата                                 |
| --------------------------- | ------------------------------- | --------------------- | ------------------ | ---------------------- | --------------------------------------------------------------- |
| Комуністична партія України |                                 |                       |                    |                        |                                                                 |
| 8                           | Грисенко Олена Володимирівна    | 05.11.2010            | середня            | позапартійна           | селянське фермерське господарство "Катюша", кухар               |
| Партія регіонів             |                                 |                       |                    |                        |                                                                 |
| 1                           | Таран Олександр Іванович        | 05.11.2010            | середня            | член Партії регіонів   | "Агрополюс-Дніпро", механізатор                                 |
| 2                           | Кривич Наталія Миколаївна       | 05.11.2010            | середня            | член Партії регіонів   | тимчасово не працює                                             |
| 3                           | Тополь Світлана Іванівна        | 05.11.2010            | вища               | член Партії регіонів   | сільська рада, секретар                                         |
| 4                           | Бобро Іван Андрійович           | 05.11.2010            | середня спеціальна | член Партії регіонів   | Приютська сільська рада, директор будинку культури              |
| 5                           | Панкратова Людмила Валеріївна   | 05.11.2010            | вища               | член Партії регіонів   | Приютська загальноосвітня школа, директор                       |
| 6                           | Мережко Вікторія Григорівна     | 05.11.2010            | середня спеціальна | член Партії регіонів   | селянське фермерське господарство "Медок", ветлікар             |
| 7                           | Таран Василь Іванович           | 05.11.2010            | вища               | член Партії регіонів   | приватний підприємець                                           |
| 9                           | Кудлай Любов Пилипівна          | 05.11.2010            | вища               | член Партії регіонів   | Приютська загальноосвітня школа, вчитель                        |
| 10                          | Іващенко Світлана Олександрівна | 05.11.2010            | вища               | член Партії регіонів   | Приютська сільська рада, начальник військового облікового столу |
| 11                          | Денисенко Микола Тимофійович    | 05.11.2010            | середня            | член Партії регіонів   | пенсіонер                                                       |
| 12                          | Гемай Лідія Василівна           | 05.11.2010            | середня            | член Партії регіонів   | пенсіонер                                                       |
| 13                          | Веремійов Олександр Васильович  | 05.11.2010            | середня            | член Партії регіонів   | одноосібник                                                     |
| 14                          | Авраменко Лариса Володимирівна  | 05.11.2010            | середня            | член Партії регіонів   | тимчасово не працює                                             |
| 15                          | Бондарчук Петро Іванович        | 05.11.2010            | середня спеціальна | член Партії регіонів   | ТОВ "Агродніпроцентр", бригадир тракторної бригади              |
| 16                          | Степанченко Ірина Василівна     | 05.11.2010            | середня спеціальна | член Партії регіонів   | Приютська сільська рада, землевпорядник                         |